# Dorotea landskommun
Dorotea landskommun var en tidigare kommun i Västerbottens län. Kommunkod 1952-1970 var 2425.

## Administrativ historik
När 1862 års kommunreform genomfördes i Lappland 1874/1875 bildades Dorotea landskommun i Dorotea socken.
I landskommunen fanns ett municipalsamhälle, Dorotea municipalsamhälle, inrättat den 30 oktober 1936. Detta municipalsamhälle upplöstes med utgången av år 1957.
Kommunreformen 1952 påverkade inte indelningarna i området, då varken Västerbottens eller Norrbottens län berördes av reformen. 1971 ombildades landskommunen till Dorotea kommun. som i sin tur 1 januari 1974 uppgick i Åsele kommun, för att 1980 återbildas. 

### Kyrklig tillhörighet
I kyrkligt hänseende tillhörde kommunen Dorotea församling och från 1905 också Risbäcks församling.

## Kommunvapnet
Blasonering: I fält av guld en röd björn med blå beväring, därest dylik skall komma till användning, och däröver en röd ginstam belagd med en krona av guld.
Vid vapnets tillkomst på 1940-talet önskade kommunen en björn, då det ansågs som ett av landets björnrikaste områden. Riksheraldikern föreslog kronan som särskiljande element. Den syftar på den person som gett kommunen dess namn, drottning Fredrika Dorotea Vilhelmina, Gustav IV Adolfs gemål.

## Geografi
Dorotea landskommun omfattade den 1 januari 1952 en areal av 2 945,50 km², varav 2 800,10 km² land.

### Tätorter i kommunen 1960
I Dorotea kommun fanns tätorten Dorotea, som hade 1 242 invånare den 1 november 1960. Tätortsgraden i kommunen var då 23,3 procent.

## Politik

### Mandatfördelning i Dorotea landskommun 1938-1966
| 17 |  | 6 |  |

| 24 |

| 18 | 2 | 4 |  |

| 22 |

|  | 16 | 3 | 4 |  |

| 22 |

| 17 | 2 | 5 |  |

| 20 | 5 |

| 16 | 6 | 3 |

| 21 | 4 |

| 16 | 4 | 3 | 2 |

| 22 |

| 17 | 3 | 4 |  |

| 20 | 5 |

|  | 14 | 3 | 6 |  |

| 21 | 4 |

### Fotnoter
1. 1 2   (PDF) Folkräkningen den 31 december 1950, I, Areal och folkmängd inom särskilda förvaltningsområden m.m., Tätorter. Stockholm: Statistiska centralbyrån. 1952-05-19. sid. 6* & 118. Arkiverad från originalet den 1 oktober 2014. https://www.webcitation.org/6T09ZkyrB?url=http://www.scb.se/Grupp/Hitta_statistik/Historisk_statistik/_Dokument/SOS/Folkrakningen_1950_1.pdf. Läst 9 oktober 2014 Arkiverad 29 oktober 2013 hämtat från the Wayback Machine.
2. ↑  Andersson, Per (1993). Sveriges kommunindelning 1863–1993. Mjölby: Draking. Libris 7766806. ISBN 91-87784-05-X
3. ↑  ”Svenska Heraldiska Föreningens vapendatabas”. Arkiverad från originalet den 18 oktober 2012. https://web.archive.org/web/20121018011750/http://databas.heraldik.se/index.php. Läst 10 december 2011.
4. ↑  SCB Folkräkningen 1960 del 2 Arkiverad 24 september 2015 hämtat från the Wayback Machine. sida 45 i pdf:en

- Se kartdata överlagrat på OSM (Kartdata)